# アンドレイ・ボゴリュブスキー
アンドレイ1世・ボゴリュブスキー（Андрей Боголюбский、1111年頃 - 1174年6月28日）は、ウラジーミル大公（1157年 - 1174年6月28日）。キエフ大公・スーズダリ公ユーリー・ドルゴルーキーとポロヴェツのハーン、アエパの娘の間に生まれる。フセヴォロド大巣公は異母弟。

## 生涯
1155年、アンドレイは父ユーリーによって配されていたキエフ近郊のヴィシゴロドから無断で北方スーズダリへ赴いた。この際、コンスタンティノープル伝来の聖母像を持ち去りウラジーミルの聖母教会に安置した。1157年、父の死を受け、ロストフ・スーズダリ公となる。1169年3月、アンドレイは子ムスチスラフ率いる軍をムスチスラフ2世が治めるキエフに派遣、3日間に及ぶ略奪、破壊によって同市は灰燼に帰した。この時、ペチェルスキー修道院も被害を受けた。しかし、アンドレイ自身はキエフ大公とはならず、代わりに弟グレプを据えた。キエフ大公の権威はここ数十年間、頻繁な大公交代と諸公国の自立によって低下しつつあったが、アンドレイの所業はこの傾向に拍車をかける結果となった。
公国の首都を貴族勢力の強いスーズダリからクリャージマ河畔にある新興都市ウラジーミルに移転し、大公を称した。以後、同国はウラジーミル・スーズダリ大公国と呼ばれることとなる。また、1158年には生神女就寝大聖堂を創建して首都としての体裁を整えた。自身はウラジーミル北東郊外のボゴリュボヴォ（Bogolyubovo）村に居城を築いて住み、「ボゴリュブスキー」という通称の由来となった。
北方からキエフを巡る政治情勢に隠然たる影響力をふるい、公権を強化して専制君主（サモヂェルジェツ）たらんと欲したが、1174年6月28日、反対派貴族によって暗殺された。異母弟のミハイル1世が跡を継いだ。息子のユーリー・ボゴリュブスキー（1160年生まれ）はグルジア王国の女王タマルと1185年に結婚し王配となったが、1188年に離縁され流罪とされた。娘ロスチスラヴァはフシチイシュ公スヴャトスラフ・ウラジミロヴィチと結婚した。